# Ро Андромеды
Ро Андромеды (лат. ρ Andromedae), 27 Андромеды (лат. 27 Andromedae), HD 1671 — звезда в созвездии Андромеды. Видимая звёздная величина равна +5.19, благодаря чему звезда может быть доступна для наблюдения невооружённым глазом при отсутствии засветки неба. Измерение параллакса дало оценку расстояния в 158 световых лет.
Согласно спектральной классификации звезда принадлежит классу  F5 III, то есть звезда является гигантом. Однако некоторые источники указывают класс F5 IV, что свидетельствует о стадии субгиганта. Интерферометрические измерения углового диаметра звезды дало значение 0.626 мсд, что при измеренном расстоянии соответствует радиусу 3.3 радиуса Солнца. Светимость звезды составляет 20 светимостей Солнца, эффективная температура равна 6471 K, что соответствует бело-жёлтому цвету. Возраст звезды оценивается в 1,3 миллиарда лет.
Рентгеновское излучение от этой звезды было обнаружено в ходе миссии EXOSAT.

## Название
В китайском языке название 天廄 (Tiān Jiù) относится к астеризму, состоящему из Ро Андромеды, Теты Андромеды и Сигмы Андромеды. Ро Андромеды известна как 天廄二 (Tiān Jiù èr)